# Alina Pätz
Alina Pätz, née le 8 mars 1990 à Urdorf, est une curleuse suisse. 
Elle participe aux Jeux olympiques d'hiver de 2014 se déroulant à Sotchi en Russie en tant que remplaçante et aux Jeux olympiques d'hiver de 2022 se déroulant à Beijing en Chine où elle finira 4ème. 
Elle est la sœur de Claudio Pätz, également curleur.

## Palmarès

### Championnats du monde
- Championne du monde lors du Championnat du monde 2023 à Sandviken. ( Suède)
- Championne du monde lors du Championnat du monde 2022 à Prince George. ( Canada)
- Championne du monde lors du Championnat du monde 2021 à Calgary. ( Canada)
- Championne du monde lors du Championnat du monde 2019 à Silkeborg. ( Danemark)
- Championne du monde lors du Championnat du monde 2015 à Sapporo. ( Japon)
- Championne du monde lors du Championnat du monde 2012 à Lethbridge. ( Canada)
- Championne du monde en double mixte lors du Championnat du monde 2011 à Saint-Paul. ( États-Unis)
- Médaillée d'argent lors du championnat du monde 2024 à Sydney (Nouvelle-Écosse). ( Canada)

### Championnats d'Europe
- Médaillée d'or européenne lors du Championnats d'Europe 2023 à Aberdeen. ( Écosse).
- Médaillée d'or européenne lors du Championnats d'Europe 2024 à Lohja. (Finlande).
- Médaillée d'argent européenne lors du Championnats d'Europe 2022 à Östersund. ([[Suède| Suède]])
- Médaillée d'argent européenne lors du Championnats d'Europe de curling mixte 2010 à Renfrewshire. ( Écosse)
- Médaillée de bronze européenne lors du Championnats d'Europe 2013 à Stavanger. ( Norvège)